# Ralf Zwitser
Ralf Zwitser (Valkenburg, 15 augustus 1981) is een Nederlands marathonschaatser. Hij is een aanvallende schaatser en rijdt voor Selecteq. Hij won diverse kleinere wedstrijden maar veruit zijn grootste overwinning boekte hij op 11 januari 2010 toen hij de Ronde van Loosdrecht won.

## Overwinningen
- Ronde van Loosdrecht (2010)
- Ronde van Skarsterlân (2010)

## Overige prijzen
- Dick van Gangelen-trofee (2009)